# Kombinat Schuhe
Der VEB Kombinat Schuhe Weißenfels wurde 1979 gegründet und war ein Kombinat in der Deutschen Demokratischen Republik. Innerhalb des Kombinats war die Schuhindustrie der DDR vereinigt, zu deren Produkten Straßen-, Haus-, Arbeits- und Sportschuhe zählten.
Das Kombinat unterstand dem Ministerium für Leichtindustrie. Weitere zentralgeleitete Kombinate der Leichtindustrie können in der Liste von Kombinaten der DDR eingesehen werden.

## Geschichte
Bis zur Gründung des Kombinats 1979 existierte bereits die VVB Schuhe Weißenfels von Mai 1958 bis Dezember 1978.

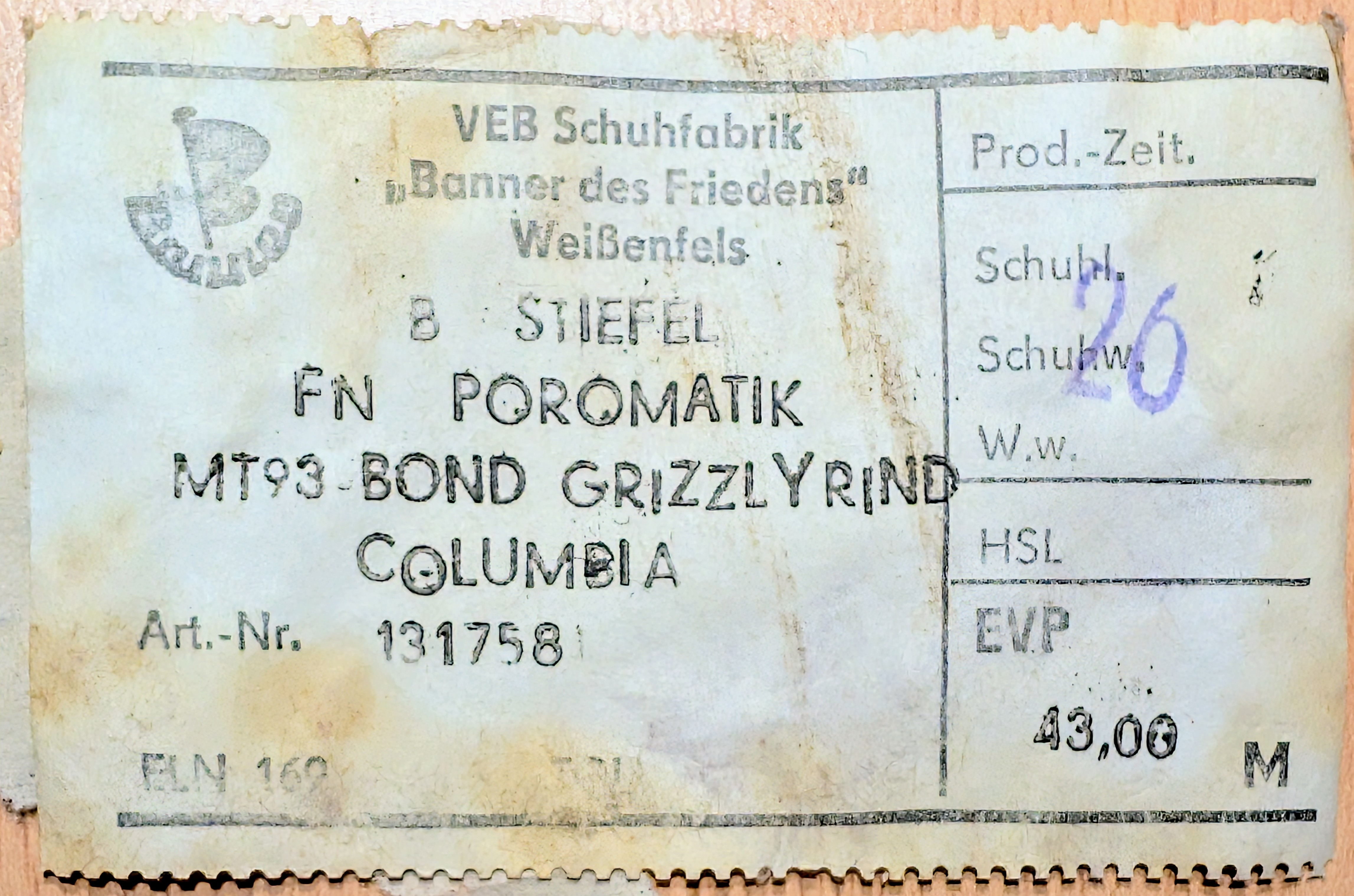
Modellaufkleber bzw. Etikett eines Schuhs aus dem VEB Schuhfabrik „Banner des Friedens“ Weißenfels, Stammbetrieb des Kombinat Schuhe

Das Kombinat Schuhe war stark in das System der Gestattungsproduktion eingebunden. Zuletzt fertigten zehn Betriebe des Kombinats Schuhe für den westdeutschen Salamander–Konzern. Im Jahr 1990 lag die Jahresproduktion des Kombinats bei 90 Millionen Paar Schuhen.
Im Zuge der Wende und der anschließenden Wiedervereinigung wurde das Kombinat 1990 aufgelöst.

## Zugehörige Betriebe
Zum Kombinat gehörten 1990 die folgenden Betriebe:
- VEB Schuhfabrik „Banner des Friedens“ Weißenfels; (Stammbetrieb)
- Akademie für sozialistische Wirtschaftsführung Burg
- Akademie für Weiterbildung von Leitungs- und Fachkadern der Leichtindustrie
- VEB Brandsohlenfabrik „Brafa“ Böhlitz Ehrenberg
- VEB Burger Schuhfabrik
- VEB Centrum Automatisierung Softwareanwendung Weißenfels
- VEB Centrum für Plastanwendung (CePAS) Weißenfels
- VEB Coswiger Lederwerk
- VEB Damenschuhfabrik „Rakete“ Weißenfels
- VEB Dresdner Schuhfabrik
- VEB Formenbau Weißenfels
- VEB Gummiwerk „John Schehr“ Schönebeck
- VEB Hausschuhfabrik Duett Großharthau
- VEB Hausschuhfabrik Frankenberg
- VEB Heimschuh Bad Lausick
- VEB Kinderschuhfabrik Burg
- VEB Leder- und Schuhfabrik Bad Langensalza
- VEB Lederfabrik Crimmitschau
- VEB Lederfabrik Hirschberg
- VEB Lederfabrik Siebenlehn
- VEB Lederfabrik „Solidarität“ Berlin
- VEB Lederfabrik Stadtilm
- VEB Lederfaserwerk Siebenlehn
- VEB Lederwerke Weida
- VEB Lobensteiner Schuhfabrik
- VEB Lößnitzer Schuhfabrik
- VEB Meißner Schuhfabrik
- VEB Metallbau Arnstadt
- VEB Radebeuler Schuhfabrik
- VEB Schmöllner Schuhfabrik
- VEB Schuhchemie Erfurt
- VEB Schuhchemie Leipzig Mölkau
- VEB Schuhdesign Weißenfels
- VEB Schuhfabrik „Bella“ Groitzsch
- VEB Schuhfabrik „Bernia“ Bernburg
- VEB Schuhfabrik Eisleben
- VEB Schuhfabrik „Falken“ Falkenberg
- VEB Schuhfabrik „Goldpunkt“ Berlin
- VEB Schuhfabrik „Granit“ Storkow
- VEB Schuhfabrik „Kranich“ Eppendorf
- VEB Schuhfabrik „Kristiania“ Weißenfels
- VEB Schuhfabrik „Lütt Matten“ Bad Doberan
- VEB Schuhfabrik „modas“ Zwickau Planitz
- VEB Schuhfabrik Naumburg
- VEB Schuhfabrik Neuruppin
- VEB Schuhfabrik „Panther“ Ehrenfriedersdorf
- VEB Schuhfabrik „Paul Schäfer“ Erfurt
- VEB Schuhfabrik „Pionier“ Freiberg
- VEB Schuhfabrik „Roter Stern“ Burg
- VEB Schuhfabrik Schmalkalden
- VEB Schuhfabrik Schwedt (Kinderschuh-Schäfte)
- VEB Schuhfabrik Zarrenthin
- VEB Schuhfabrik Zehdenick
- VEB Schuhfabriken „intra“ Hartha
- VEB Schuhkappenbetrieb Ebersbach
- VEB Schuhmaschinenbau „Compart“ Weißenfels
- VEB Spezialsportschuhe Hohenleuben
- VEB Sportschuhfabrik „Ilmia“ Stadtilm
- VEB Sportschuhfabrik Neuruppin
- VEB Thüringer Schuhleistenwerk Erfurt Möbisburg
- VEB Torgauer Schuhfabrik „Hans Sachs“
- VEB Vereinigte Hausschuhwerke Hartha
- VEB Vereinigte Schuhfabriken Meißen
- VEB Vereinigte Sportschuhfabrik Weida
- VEB Weidaer Schuhfabrik